# مدرسه شبانه‌روزی بومیان ماریوال

مدرسه شبانه‌روزی بومیان ماریوال (انگلیسی: Marieval Indian Residential School) بخشی از سیستم مدارس شبانه‌روزی بومیان کانادا بود که در ماریوال، ساسکاچوان قرار داشت و از سال ۱۸۹۸ تا ۱۹۹۷ فعالیت می‌کرد.
در ژوئن ۲۰۲۱، گورهای بدون نشانه حاوی بقایای ۷۵۱ کودک در این مدرسه پیدا شدند که تاکنون در کانادا بیشترین گورها پیدا شده در اینگونه مدارس است.
مدارس شبانه‌روزی بومیان کانادا به‌طور سیستماتیک برای مستعمره‌سازی، نسل‌کشی، فرهنگ‌پذیری، تلقین مسیحیت، سوء استفاده جنسی و احتمالاً قتل هزاران کودک بومی مورد استفاده قرار می‌گرفت. ۶۷ درصد مدارس شبانه‌روزی توسط کلیسای کاتولیک در کانادا اداره می‌شد و ۳۳ درصد باقیمانده شامل کلیسای آنگلیکان، کلیسای یونایتد کانادا و پروتستان بود.

## تاریخچه
این مدرسه در تاریخ ۱۹ دسامبر ۱۸۹۸ افتتاح شد. ابتدا توسط چهار خواهر از گروه بانوان مبشر و سپس توسط خواهران سنت جوزف سنت هیاسینته از ۱۹۰۱ تا ۱۹۷۹ اداره می شد.در سال اول فعالیت خود، ۱۴ دانش آموز با ظرفیت پذیرش ۴۵ دانش آموز در این مدرسه ثبت نام کردند. دولت کانادا اداره مدرسه را در سال ۱۹۶۹ بر عهده گرفت، از سال ۱۹۰۱ بودجه آن را تأمین کرده بود. اولین دولت محلی  ساسکاچوان مدرسه را از سال ۱۹۸۷ اداره کرد. این مدرسه در تاریخ ۳۰ ژوئن ۱۹۹۷ تعطیل شد و متعاقباً در سال ۱۹۹۹ تخریب شد و به جای آن یک مدرسه روزانه جای گرفت.
ثبت نام در مدرسه در سال تحصیلی ۱۹۶۲–۱۹۶۳ با ۱۴۸ نفر ساکن و ۸۹ دانش آموز روزانه به بیشترین میزان خود رسید. در مدرسه، دانش آموزان فقط روزهای یکشنبه اجازه ملاقات با والدین خود را داشتند - سبکی که با مدیر جدید در سال ۱۹۳۳ پایان یافت. و بعد از آن تنها در مناسبت های خاص اجازه ملاقات با والدین خود را داشتند. دانش آموزان هنگام ورود به مدرسه موهایشان را کوتاه کردند و به هر دانش آموز شماره ای اختصاص داده شد که به درد کارکنان در مواقع آشفتگی میخورد. انتظار کارکنان این بود که «از نظر جسمی بر دانش آموز خود مسلط باشند».

## کشف قبرها
برای اولین بار در سال ۱۸۸۵ از یک قبرستان در کنار مدرسه استفاده شد. در ماه مه ۲۰۲۱، اولین دولت محلی اعلام کرد که با همکاری  یک گروه پلی تکنیک ساسکاچوان با استفاده از رادار قابل نفوذ در زمین آن مکان را جستجو خواهند کرد. در آن زمان تخمین زده شده بود که فقط یک سوم قبرها علامت گذاری شده‌اند. این جستجو دو سال زودتر برنامه‌ریزی شده بود، اما به دلیل همه‌گیری COVID-19 تاخیرهایی مشاهده شد. سرانجام در تاریخ ۳۱ مه آغاز شد، و پس از  ادعای قدیمی ترها مبنی بر دفن اجساد در محوطه مدرسه، چهار بار بسط و گسترش یافت. در تاریخ ۲۳ ژوئن ۲۰۲۱، صدها قبر بدون نشان اعلام شد که در این مدرسه واقع شده‌اند، که طبق اطلاعات فدراسیون ملل مستقل بومی (FSIN)، که نماینده اولین ملل ساسکاچوان است، تاکنون در کانادا پیدا شده‌است. تعداد کل گورها روز گذشته در یک کنفرانس مطبوعاتی ۷۵۱ قبر اعلام شد، بیش از سه برابر ۲۱۵ کشف شده در ماه گذشته در Kamloops. درمجموع ۴۴۰۰۰ مترمربع (۴۷۰٬۰۰۰ فوت مربع) جستجو شد که هر یک از ۷۵۱ «ضبط شده» احتمالاً بیش از یک جسد را نشان می‌داد. اما، از آنجا که این سایت همچنین حاوی بقایای اعضای گروه و افراد خارج از جامعه است، نسبت ۷۵۱ بازدید ضبط شده که می‌تواند مربوط به مدرسه مسکونی باشد، در حال حاضر ناشناخته است. این احتمال وجود دارد که حداقل ۶۰۰ مورد از کشف‌ها مربوط به گورهای واقعی باشد، زیرا فناوری رادار دارای خطای ۱۰–۱۵٪ بود. اجساد بخشی از یک گور دسته جمعی نبودند. بلکه سنگ قبرها توسط نمایندگان کلیسای کاتولیک در دهه ۱۹۶۰ برداشته شد.

### واکنش‌ها
نخست‌وزیر ساسکاچوان اسکات مو در بیانیه ای کتبی حمایت خود را از خانواده‌های متوفی ابراز داشت. نخست‌وزیر انتاریو داگ فورد در توئیتر خود نوشت: «قلب من برای جوامع بومی با اخبار مربوط به مکان‌های قبرستانی بدون علامت و صدها کودک دیگر که هرگز به خانه برنگشتند، درد می‌کند. ما باید با این قسمت وحشتناک تاریخ، از جمله در انتاریو، مقابله کنیم و از آنها درس بگیریم» پری بلگرد، رئیس ملی مجمع اولین ملل، در توئیتی نوشت که این کشف «کاملاً غم انگیز بود، اما تعجب آور نبود». در ساسکاتون، پرچم‌های شهر قرار است در ۲۴ ژوئن به نیمه چوب کاهش یابد. بابی کامرون، رئیس فدراسیون ملل مستقل، گفت، «این یک جنایت علیه بشریت بود … تنها جنایتی که ما در کودکی مرتکب شدیم بومی متولد شدیم … ما در اینجا اردوگاه‌های کار اجباری داشتیم. ما آنها را اینجا در ساسکاچوان داشتیم. آنها مدارس شبانه روزی بومیان نامیده می‌شدند.» دونالد بولن، اسقف اعظم کاتولیک روم، از اقدامات کلیسا عذرخواهی کرد و گفت که آنها در ارائه اطلاعات کمک می‌کنند.
نخست‌وزیر کانادا جاستین ترودو پاسخ داد که یافته‌ها «باعث شرمساری کانادا» است و سپس ابراز همدردی کرد. در پاسخ، ماریون بولر، رئیس کمیساری تحقیقات ملی زنان و دختران بومی گمشده و مقتل، سخنان ترودو را به عنوان «همدردی و آنچه او فکر میکند» رد کرد و در عوض خواستار «اقدام مشخص» شد. جگمیت سینگ رهبر حزب جدید دموکرات از دولت فدرال خواست که همه ۹۴ توصیه کمیسیون حقیقت و آشتی کانادا را اجرا کند.
در پی اکتشافات ماریو و کاملوپس، جوامع مختلف در بریتیش کلمبیا ، انتاریو، نیوبرانزویک و نوناووت تصمیم گرفتند جشن روز کانادا را برای سال ۲۰۲۱ لغو کنند، و به جای آن رویدادهای فروتن یا زمان تأمل را انتخاب کنند. برج CN در تورنتو برای نشان دادن حمایت از جوامع بومی، در روز کانادا قرار است به رنگ نارنجی روشن شود.
در روزهای پس از کشف، کلیسای جامع جامع سنت پل در ساسکاچوان  پوشیده از نقاشی‌های دیواری بود، متشکل از کلمات «ما بچه بودیم» که توسط اثرات دستی قرمز و لکه‌های خون جعلی احاطه شده‌است. بعلاوه، از ۲۷ ژوئن، چهار کلیسای کاتولیک (کلیسای سنت آن، کلیسای چوپاکا، کلیسای مقدس قلب و کلیسای سنت گریگوری) در سرزمین اولین ملل در غرب کانادا در آتش‌سوزی تخریب شدند، در آتش‌سوزی‌های محلی که مشکوک به نظر می‌رسید مقامات.
سازمان، The Missionary Oblates of Mary Immaculateسازمانی کاتولیک که این مدرسه را اداره می‌کرد، به همراه ۴۸ نفر دیگر، اندکی پس از یافته‌ها اعلام کرد که تمام اسناد تاریخی موجود در آن را فاش می‌کنند.